# Mariëlle Paul
Mariëlle Lucienne Josepha Paul (ur. 5 listopada 1966 w Geldrop) – holenderska polityk, menedżer i konsultantka, parlamentarzystka, w latach 2023–2024 minister bez teki.

## Życiorys
Ukończyła szkołę średnią w Eindhoven, a w 1991 studia z prawa międzynarodowego na Uniwersytecie w Lejdzie. Początkowo pracowała w koncernie British Petroleum. Zawodowo związana z konsultingiem, marketingiem i komunikacją. Od drugiej połowy lat 90. obejmowała stanowiska menedżerskie, m.in. w agencji Hill+Knowlton Strategies, na uczelni Hogeschool van Amsterdam, w banku ABN AMRO i w holdingu budowlanym Koninklijke BAM Groep. Prowadziła również własną działalność gospodarczą w branży doradczej.
Wstąpiła do Partii Ludowej na rzecz Wolności i Demokracji (VVD), została wiceprzewodniczącą oddziału partii w Amsterdamie. W 2021 z jej ramienia uzyskała mandat deputowanej do Tweede Kamer. Z powodzeniem ubiegała się o poselską reelekcję w 2023.
W lipcu 2023 dołączyła do czwartego rządu Marka Ruttego jako minister bez teki ds. szkolnictwa podstawowego i średniego. W lipcu 2024 w nowo powołanym gabinecie Dicka Schoofa została natomiast sekretarzem stanu w resorcie edukacji, kultury i nauki.